# Фарнавазіди
Фарнавазіди або Фарнавазіані (груз. ფარნავაზიანები) — перша династія грузинських монархів, що правила в Картлі (Іберія). 

## Історія
Назву роду надав його засновник, Фарнаваз I (початок III століття до н. е.), який в античних джерелах не згадується. Те ж можна сказати і про його спадкоємця на ім'я Саурмаг I. Таке ім'я вказує на скіфсько-сарматське коріння. В грузинській історіографії усталеною є думка, що ранні Фарнавазіди були союзниками сирійських Селевкідів.
Саурмаг I не мав синів. На старості він усиновив двоюрідного брата своєї дружини Міріана I, одружив його зі своєю дочкою та зробив спадкоємцем. За часів правління Міріана I Іберія була спустошена горцями з Кавказу. В той же час із півдня іберів почали утискати вірмени. Страбон писав, що вони відібрали у іберів Хордзену, Гогарену та схили Паріадра, тобто значну частину їхніх південних володінь. Син Міріана I, Фарнаджом, за свідченням «Картліс Цховреба», «полюбив перську віру», привів і посадив у Мцхета магів-вогнепоклонників. Це спричинило невдоволення у народу й знаті. Проти Фарнаджома повстали правителі областей — еріставі, які звернулись до вірменського царя Арташеса I з проханням віддати їм у царі свого сина. У війні, що спалахнула, Фарнаджому допомагали парфяни, однак вірменські війська здобули над ними перемогу. К 90 році до н. е. Фарнаджома було вбито. Замість нього на престол зійшов син Артавазда I, Аршак I, та упродовж 60 років у середині I століття до н. е. влада в Іберії належала трьом вірменським правителям Арташесідам (Аршак I, Артак, Фарнаваз II).
Після реставрації Фарнавазідів на картлійському престолі в останній третині I століття до н. е. династія нарешті вийшла з легендарних сутінок. Про царів Іберії I століття н. е. вже регулярно писали римські історики, однак з їхніх творів незрозуміло, чи були вони Фарнавазідами чи Аршакідами, які остаточно закріпились на іберійському престолі наприкінці II століття н. е.
З сучасників перших римських імператорів найвідомішим був цар Фарсман I, який посадив свого брата Мітридата на престол Вірменії, за яку тоді боролись Парфія та Рим. У 50-х роках проти Мітридата виступив син Фарсмана на ім'я Радаміст. За царювання Флавіїв картвелами правив Мірдат I, який називав себе другом цезарів і прагнув заручитись підтримкою Риму для протистояння навалі аланів.
За сина Аршака I, Артака, Іберія виявилась причетною до подій третьої Мітридатової війни та увійшла до сфери римської політики. У 65 році до н. е., здобувши перемогу над вірменським царем Тиграном II, римський полководець Помпей виступив проти Артака. Перш ніж останній встиг зібрати сили для відбиття нападу, римляни оволоділи важливою фортецею Армазцихе на берегах Кури. Переправившись потім через річку, Помпей напав на військо Артака та завдав йому поразки. Цар був змушений укласти мир і видати Помпею як заручників своїх дітей. З Іберії Помпей вирушив на Колхіду й завершив свій похід у Фасісі. Втім, римське панування, що встановилось в Іберії в результаті всіх цих подій, було більш ніж примарним. У 36 році до н. е. за сина Артака Фарнаваза II Бартома римляни здійснили ще одну спробу заволодіти Закавказзям. Діон Кассій писав, що полководець Марка Антонія Публій Канідій Красс здійснив похід проти іберів, переміг у бою їхнього царя Фарнаваза та примусив його до союзу. Проте й після цього ібери залишались достатньо незалежними.
30 до н. е. на Іберію на чолі парфянських військ напав син Фарнаджома, Міріан II. Він переміг у битві Фарнаваза Бартома, якого підтримували вірмени, а сам став царем. Йому спадкував син Аршак II. Той, у свою чергу, був усунутий 1 року онуком Фарнаваза, Адеркі, який був сином егріського царевича Картама й дочки Фарнаваза; після смерті діда він переховувався у Вірменії. У подальшому вірмени підтримали його в боротьбі за престол. 
35 року на чолі великої армії Фарсман вторгся до Вірменії та заволодів її столицею Арташатом. Парфянський царевич Аршак утік. На допомогу йому цар Парфії Артабан III відрядив велике військо на чолі з сином Ородом. Ібери здобули нелегку перемогу. Парфян було вигнано з країни, і в ній почав царювати Мірдат I. Артабан ще кілька разів нападав на Вірменію, проте всі ті напади було відбито. Однак, ставши вірменським царем, Мітридат почав проводити незалежну політику. Між ним і братом почала зростати напруженість. Зрештою Фарсман підіслав до Мітридата свого сина Радаміста, який 51 року усунув його від влади. Але ці внутрішні суперечки призвели тільки до того, що Вірменія знову перейшла до парфян — 54 року, й там міцно утвердилась парфянська династія Аршакуні. Ібери зберегли за собою лише прикордонні області.
Про іберійських царів, що правили після Фарсмана I до самого початку IV століття, нині є дуже мало відомостей.